# CFポブラ・ダ・マフメート
クルブ・デ・フトボル・ポブラ・ダ・マフメート（カタルーニャ語: Club de Fútbol Pobla de Mafumet）は、スペイン・カタルーニャ州ラ・ポブラ・ダ・マフメートを本拠地とするサッカークラブ。 
ジムナスティック・タラゴナのファームチームとして知られている。

## 歴史
1940年代後半に設立されたとされるが、登録が為されていなかったため公文書上では同年代には存在していない。そのため活動内容としては地元の大会に参加し親善試合を行っていた程度であった。カタルーニャサッカー連盟に登録されたのは1953年6月24日で、同日を以て公式にクラブとして認定された。
2003年以降、ジムナスティック・タラゴナのファームチームとして活動している。

## 歴代所属選手
- アルナウ・リエラ・ロドリゲス 2018-2020